# Медаль королевы Южной Африки
Медаль королевы Южной Африки (англ. Queen's South Africa Medal) — британская медаль, присуждаемая колониальным военнослужащим, а также гражданским лицам, работавшим в государственной службе и участвовавшим во Второй англо-бурской войне. К медали было выпущено двадцать шесть планок, указывающих на участие в определенных военных акциях и кампаниях.

## Учреждение
Медаль была учреждена королевой Викторией в 1900 году для награждения военнослужащих и гражданских лиц, служивших в Южной Африке с 11 октября 1899 года по 31 мая 1902 года.
Известны три варианта медали. Поскольку изначально предполагалось, что война будет недолгой и завершится в 1900 году, первые медали были отчеканены с годами «1899» и «1900» на реверсе. Приблизительно пятьдесят из этих медалей были вручены до того, как стало очевидно, что конфликт продлится намного дольше, и штампы, и на оставшихся отчеканенных медалей были изменены года. Третья версия чеканилась уже без дат на реверсе.

## Условия награждения
Среди тех, кто имел право на получение медали, были военнослужащие британской армии, королевского флота, медсестёр полевых госпиталей, колониальные силы из Австралии, Канады, Новой Зеландии, Индии, а также местные подразделения с мыса Доброй Надежды, Наталя,  «хенсопперы» (буквально «поднявшие руки вверх» — бурские коллаборационисты) из Южно-Африканской Республики и Оранжевого Свободного Государства, гражданские лица, работающие в качестве официальных военных корреспондентов, а также лица любой национальности, не зачисленные в армию, но получавшие военное жалованье (как, например, 10-й новозеландский контингент, прибывший в Дурбан в мае 1902 года, но не участвовавший в боях).
Было вручено около 178 000 медалей. Медалью без планки награждались медсестры, военнослужащие Королевского флота, служившие в открытом море, но не высадившиеся на берег, и войска, охранявшие пленных буров на острове Святой Елены. Войска ополчения, дислоцированные в Средиземном море во время войны, награждались Королевской Средиземноморской медалью, а офицеры торгового флота на военных кораблях награждались Транспортной медалью.
Отдельная медаль короля Южной Африки была учреждена в 1902 году Эдуардом VII для тех, кто служил в колонии после 1 января 1902 года и на момент окончания войны 1 июня 1902 года имел срок службы в зоне конфликта 18 месяцев. Медаль короля всегда присуждалась в дополнение к медали королевы, присуждение которая продолжилось до конца войны.

## Описание награды
Медаль королевы Южной Африки представляет собой серебряный или бронзовый диск диаметром 38 миллиметров (1,5 дюйма). Бронзовая медаль вручалась невоенным индийским служащим и другим невоенным мужчинам любой национальности, получавшим военную плату, хотя некоторым мерным войскам вручались серебряные медали.
На аверсе изображен обращённый влево профиль королевы Виктории в короне и в вуали, с надписью «VICTORIA REGINA ET IMPERATRIX» («Виктория, королева и императрица») по верхнему периметру.
На реверсе, разработанном Джордж Уильям де Соллес, изображена фигура Британии, держащая флаг Великобритании в левой руке и лавровый венок в правой руке. Справа на фоне войска маршируют вглубь страны от побережья. Слева на фоне изображены два военных корабля, на переднем плане — трезубец Нептуна и щит Британии. По верхнему периметру слова «SOUTH AFRICA» («Южная Африка»). Существует три типа реверса:
- На первой версии медали были указаны годы «1899» и «1900» под венком Британии, при этом венок почти касался буквы «R» в слове «AFRICA». Было вручено около пятидесяти таких медалей.
- Во второй версии годы были выбиты как на штампах, так и на оставшихся отчеканенных медалях, хотя на некоторых ещё проглядывались старые даты.
- Последующие чеканки производились с новыми штампами, без указания годов и с венком, который теперь почти касался буквы «F» в слове «AFRICA».[5] Этот реверс также использовался для медали короля Южной Африки.

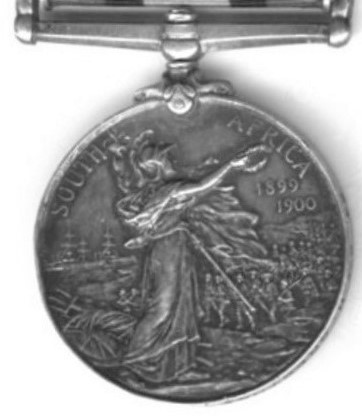
Версия 1
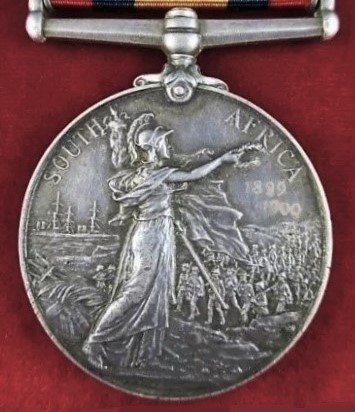
Версия 2
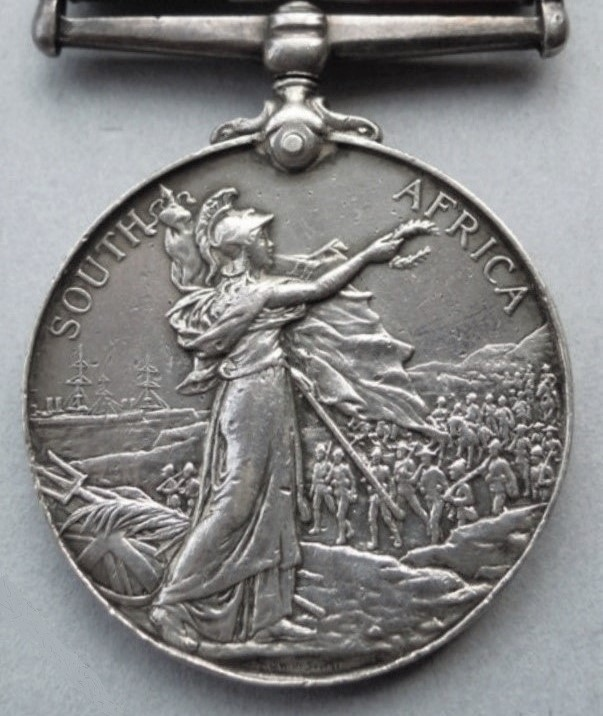
Версия 3

Планки крепились к подвеске и друг к другу с помощью заклёпок. Планки часто выпускались после медали, в результате чего они иногда прикреплялись неофициальными заклёпками или носились на ленте.
Имя и данные получателя были выбиты на ободке медали, с гравировкой для некоторых офицерских медалей.
Около 1500 медалей были безымянно вручены военнослужащим австралийских и новозеландских войск во время путешествия по этим странам в 1901 году будущего короля Георга V. Позже на многих из них были выбиты имена обладателей (либо официально за государственный счет, либо в частном порядке).
Лента шириной 32 миллиметра, с красной полосой шириной 7 миллиметров и темно-синей полосой шириной 4 миллиметра, повторяющихся в обратном порядке и разделённых оранжевой полосой шириной 10 миллиметров.

### Планки
К медали королевы Южной Африки было выпущено двадцать шесть планок, связанных со знаковыми событиями второй англо-бурской войны. Максимальное количество планок присуждаемых одному получателю — девять. Они были утверждены армейским приказом № 94 от апреля 1902 года с поправками. Планки делятся на три группы: по битве, месту службы и дате.
Планки читаются снизу вверх от подвески ленты, с официальным порядком ношения, основанным на датах начала соответствующей битвы или кампании, а в случае четырёх  с одинаковой датой начала — по продолжительности кампании. Дополнительные планки иногда выпускались после вручения медали, что приводило к тому, что они не прикреплялись или прикреплялись в неправильном порядке. Правильный порядок показан ниже, а соответствующие даты указаны в скобках:
- CAPE COLONY («Капская колония») (11 октября 1899 — 31 мая 1902). За службу на мысе Доброй Надежды, для тех, не получил планок за конкретного действия на мысе.
- NATAL («Наталь») (11 октября 1899 — 11 июня 1900). За службу, если не было получено ни планок за конкретного действия в Натале или на мысе Доброй Надежды, ни планки «CAPE COLONY».
- RHODESIA («Родезия») (11 октября 1899 — 25 мая 1900 года). За службу под командованием генерал-лейтенанта сэра Ф. Кэррингтона и полковника Герберта Плюмера в Южной Родезии с 11 октября 1899 по 17 мая 1900 года или высадку в Бейре (Мозамбик) с 11 октября 1899 по 25 мая 1900 года.
- RELIEF OF MAFEKING («Рельеф Мафекинга») (11 октября 1899 — 17 мая 1900). Награждаются войскам под командованием полковника Плюмера, находившиеся к югу от линии восток-запад, проведённой через Палапье в протекторате Бечуаналенд в период с 11 октября 1899 по 17 мая 1900 года, а также войскам под командованием полковника Брайана Махона[англ.], прошедшим маршем из Баркли-Уэста[англ.] 4 мая 1900 года.
- DEFENCE OF KIMBERLEY («Оборона Кимберли») (14 октября 1899 — 15 февраля 1900). Награждается члены гарнизона города Кимберли во время осады.
- TALANA («Талана») (20 октября 1899 года). Награждается войска под командованием генерал-майора сэра Уильяма Пенна Саймонса[англ.], находившиеся к северу от линии восток-запад, проходящей через железнодорожную станцию в Уошбэнке (Натал)[англ.].
- ELANDSLAAGTE («Эландслаагте») (21 октября 1899 года). Награждаются те, кто находился в Эландслаагте на правом берегу реки Сандей в Натале и к северу от линии восток-запад, проведённой через ферму Байс.
- DEFENCE OF LADYSMITH («Оборона Ледисмит») (3 ноября 1899 — 28 февраля 1900). Выдаётся членам гарнизона Ледисмита во время осады.
- BELMONT («Бельмонт») (23 ноября 1899 года). Награждались войскам под командованием генерал-лейтенанта лорда Метуэна, которые находились к северу от Виттепутса (мыс Доброй Надежды).
- MODDER RIVER («Река Моддер») (28 ноября 1899). Награждались те, кто под командованием генерал-лейтенанта лорда Метуэна находился к северу от Хойнингнесклофа, мыса Доброй Надежды и к югу от хребта Магерсфонтейн[англ.].
- TUGELA HEIGHTS (Высоты Тугела») (14–27 февраля 1900). Награждаются военнослужащие Полевых войск Натала[англ.], за исключением гарнизона Ледисмита, участвовавшего в операциях к северу от линии восток-запад, проходящей через станцию Чивли.
- RELIEF OF KIMBERLEY («Рельеф Кимберли») (15 февраля 1900). Награждались те, кто находился в колонне помощи под командованием генерал-лейтенанта Френча, шедшей из Клипдрифта, и войскам 6-й дивизии под командованием генерал-лейтенанта Томаса Келли-Кенни[англ.], находившихся в пределах 7000 ярдов от Клипдрифта.
- PAARDEBERG («Пардеберг») (17–26 февраля 1900). Выдаётся войскам, находившимся в пределах 7000 ярдов от последнего лагеря генерала Пита Кронье в Оранжевом Свободном Государстве и в пределах 7000 ярдов от Кудусранд-Дрифта.
- ORANGE FREE STATE («Оранжевое Свободное Государство») (28 февраля 1900 — 31 мая 1902). За службу в Оранжевом Свободном Государстве, если не было получено планок за конкретных действий в регионе.
- RELIEF OF LADYSMITH («Рельеф Ледисмита») (15 декабря 1899 — 28 февраля 1900). Награждается служившие в Натале в Эсткорте и к северу от него.
- DRIEFONTEIN («Дрифонтейн») (10 марта 1900). Награждаются находившиеся в штабе армии и колонне генерал-лейтенанта Джона Френча, продвигавшейся из Поплар-Гровв Оранжевом Свободном Государстве.
- WEPENER («Вепенер[англ.]») (9–25 апреля 1900 года). Награждаются тем, кто участвовал в обороне Вепенера в Оранжевом Свободном Государстве.
- DEFENCE OF MAFEKING («Оборона Мафекинга») (13 октября 1899 — 17 мая 1900). Награждается члены гарнизона Мафекинга во время его осады.
- TRANSVAAL («Трансвааль») (24 мая 1900 — 31 мая 1902). Для служивших в Южно-Африканской Республике, если ими не было получено планок за конкретные действия в регионе.
- JOHANNESBURG («Йоханнесбург») (29 мая 1900). Награждаются войскам к северу от линии восток-запад, проходящей через речную станцию Клип, и к востоку от линии север-юг, проходящей через станцию Крюгерсдорп в Южно-Африканской Республике.
- LAING'S NEK («Лэинг-Нек[англ.]») (2–9 июня 1900). Награждаются полевые войск Натала, участвовавшие в операциях у перевала Лэнгс-Нек, к северу от линии восток-запад, проведенной через Ньюкасл.
- DIAMOND HILL («Даймонд-Хилл») (11–12 июня 1900). Награждаются войска к востоку от линии север-юг, проходящей через Сильвертон-Сайдинг, и к северу от линии восток-запад, проходящей через Влакфонтейн[англ.] в Южно-Африканской Республике.
- WITTEBERGEN («Виттеберген[англ.]») (1–29 июля 1900). Награждаются те, кто находился внутри линии, проведенной из Гаррисмита в Бетлехем, оттуда в Сенекал[англ.] и Клоколан[англ.] в Оранжевом Свободном Государстве вдоль границы с Басутолендом и обратно в Харрисмит.
- BELFAST («Белфаст») (26–27 августа 1900). Присуждается войскам к востоку от линии север-юг, проведенной через Вандерфонтейн, за исключением гарнизона и войск, расквартированных в Вандерфонтейне, к западу от линии север-юг, проведенной через станцию Далманута, и к северу от линии восток-запад, проведенной через Каролину в Южно-Африканской Республике.
- SOUTH AFRICA 1901 («Южная Африка 1901») (1 января — 31 декабря 1901). Награждаются те, кто служил в Южной Африке в 1901 году и не имел достаточного срока службы для получения медали короля Южной Африки.
- SOUTH AFRICA 1902 («Южная Африка 1902») (1 января — 31 мая 1902). Награждаются те, кто служил в Южной Африке в 1902 году и не имел достаточного срока службы для получение медали короля Южной Африки.

Известно, что существовал ряд неофициальных планок, в том числе:
- COLENSO («Коленсо»
- GLENCOE («Гленко[англ.]»
- ORANGE RIVER COLONY («Колония Оранжевой реки»)
- PIETER'S HILL («Питер-Хилл»)
- ZAND RIVER («Река Санд[англ.]»)